# 浙江省桐鄉市高級中學
浙江省桐乡市高级中学，簡稱桐高，是位於浙江省嘉興市桐鄉市的一所省一級重點中學。學校位於桐乡市梧桐街道中山西路528号。

## 歷史
學校建立於1995年，1996年被浙江省教委確認爲省一級重點中學。學校校名由李鵬題寫，校訓由書法家錢君匋題寫，原北京大學校長吳樹青題寫校風。